# William Botting Hemsley
William Botting Hemsley (* 29. Dezember 1843 in East Hoathly, Sussex; † 7. Oktober 1924 in Broadstairs, Kent) war ein englischer Botaniker. Sein offizielles botanisches Autorenkürzel lautet „Hemsl.“

## Leben und Wirken
Hemsley war bei den Royal Botanic Gardens in Kew tätig. 1889 wurde er als Mitglied („Fellow“) in die Royal Society gewählt. Er arbeitete am Werk Illustrations of the New Zealand flora von Thomas Frederick Cheeseman mit. Für die Flora of Tropical Africa von Daniel Oliver bearbeitete er die Teile Rhamneae (in Band 1), Campanulaceae (in Band 3), Scrophulariaceae (in Band 4) sowie Balanophoreae (in Band 6).

## Ehrungen
Die Pflanzengattung Hemsleya Cogn. ex  F.B.Forbes & Hemsl. aus der Familie der Kürbisgewächse (Cucurbitaceae) ist nach ihm benannt worden.

## Werke (Auswahl)
- Handbook of Hardy Trees, Shrubs and Herbaceous Plants, 1877
- Diagnoses Plantarum Novarum (1878–1880)
- Biologia Centrali-americana … Botany (fünf Bände), 1879–1888, (online)
- Report on Scientific Results of Voyage of HMS Challenger, Botany, 1885
- Enumeration of all Plants known from China, 1886 und 1895 (zusammen mit Francis Blackwell Forbes)